# Karol Beck
Karol Beck (Zvolen, Eslovaquia, 3 de abril de 1982) es un exjugador eslovaco de tenis.

## Carrera
Apodado «Bekis», comenzó a jugar tenis a los seis años. Sus mejores resultados como júnior fueron los cuartos de final y semifinales de dobles en Wimbledon en 2000. Sus superficies favoritas son las pistas duras y de césped y considera como su mejor golpe el revés. Es entrenado por Jan Kroslak y su preparador físico es Michal Kovarcik.
Su ranking individual más alto logrado en el ranking mundial ATP, fue el n.º 36 el 22 de agosto de 2005. Mientras que en dobles alcanzó el puesto n.º 62 el 17 de octubre de 2005.
Hasta el momento ha obtenido 29 títulos de la categoría ATP Challenger Series, diez de ellos en la modalidad de individuales y los restantes diecinueve en dobles.

### Copa Davis
Desde el año 2002 es participante del Equipo de Copa Davis de Eslovaquia. Tiene en esta competición un récord total de partidos ganados/perdidos de 8/10 (5/6 en individuales y 3/4 en dobles).

### Sanción por dopaje
La Federación Internacional de Tenis lo suspendió por dos años tras haber dado positivo con clenbuterol, un agente anabólico, el 24 de septiembre de 2005, tras el partido de dobles en el que junto con Michal Mertinak derrotaron a David Nalbandian y Mariano Puerta, en Bratislava por la Copa Davis.

## Títulos
| Leyenda                     | Individuales | Dobles |
| --------------------------- | ------------ | ------ |
| Grand Slam                  | 0            | 0      |
| ATP World Tour Finals       | 0            | 0      |
| ATP World Tour Masters 1000 | 0            | 0      |
| ATP World Tour 500 Series   | 0            | 0      |
| ATP World Tour 250 Series   | 0            | 0      |
| ATP Challenger Series       | 10           | 19     |

### Individuales
| N.º | Fecha      | Torneo                   | Superficie | Oponentes en la final | Resultado        |
| --- | ---------- | ------------------------ | ---------- | --------------------- | ---------------- |
| 1.  | 08.07.2002 | Challenger de Bristol    | Césped     | Alexander Peya        | 6-0, 6-3         |
| 2.  | 20.01.2003 | Challenger de Heilbronn  | Carpeta    | Jürgen Melzer         | 6-2, 5-7, 7-6(5) |
| 3.  | 02.02.2004 | Challenger de Breslavia  | Dura       | Jan Hernych           | 6-7(4), 6-2, 6-2 |
| 4.  | 31.05.2004 | Challenger de Surbiton   | Césped     | Wesley Moodie         | 6-4, 6-4         |
| 5.  | 14.03.2005 | Challenger de Sunrise    | Dura       | Davide Sanguinetti    | 6-2, 6-2         |
| 6.  | 12.07.2009 | Challenger de Pozoblanco | Carpeta    | Thiago Alves          | 6-4, 6-3         |
| 7.  | 08.02.2010 | Challenger de Bérgamo    | Dura       | Gilles Muller         | 6-4, 6-4         |
| 8.  | 15.02.2010 | Challenger de Belgrado   | Carpeta    | Ilija Bozoljac        | 7-5 7-6(4)       |
| 9.  | 11.10.2010 | Challenger de Tashkent   | Dura       | Gilles Muller         | 6-7(4), 6-4, 7-5 |
| 10. | 07.08.2011 | Challenger de Segovia    | Dura       | Gregoire Burquier     | 6-4 7-6(4)       |

#### Finales ATP
| N.º | Fecha      | Torneo                    | Superficie | Oponentes en la final | Resultado |
| --- | ---------- | ------------------------- | ---------- | --------------------- | --------- |
| 1.  | 25.10.2004 | Torneo de San Petersburgo | Carpeta(i) | Mijaíl Yuzhny         | 2–6, 2–6  |

### Dobles
| N.º | Fecha      | Torneo                       | Superficie  | Compañero              | Oponentes en la final                   | Resultado         |
| --- | ---------- | ---------------------------- | ----------- | ---------------------- | --------------------------------------- | ----------------- |
| 1.  | 09.07.2001 | Challenger de Oberstaufen    | Tierra      | Branislav Sekac        | Thomas Strengberger Clemens Trimmel     | 6:3, 3:6, 6:2     |
| 2.  | 06.08.2001 | Challenger de Togliatti      | Dura        | Branislav Sekac        | Abdul Hamid Majkamov Dmitri Tomáshevich | 7:5, 4:6, 6:3     |
| 3.  | 11.03.2002 | Challenger de Osaka          | Dura        | Cedric Kauffmann       | Laurence Tieleman John van Lottum       | 7:5, 6:1          |
| 4.  | 20.05.2002 | Challenger de Budapest       | Tierra      | Jaroslav Levinský      | Mariano Hood Sebastián Prieto           | 3:6, 6:4, 6:1     |
| 5.  | 15.07.2002 | Challenger de Mánchester     | Césped      | Aisam-ul-Haq Qureshi   | John Hui Anthony Ross                   | 6:3, 7:62         |
| 6.  | 18.11.2002 | Challenger de Praga          | Carpeta     | Jaroslav Levinský      | Aleksandar Kitinov Lovro Zovko          | 7:5, 6:2          |
| 7.  | 10.05.2004 | Challenger de Zagreb         | Tierra      | Jaroslav Levinský      | Jordan Kerr Tom Vanhoudt                | 6:2, 7:64         |
| 8.  | 15.11.2004 | Challenger de Dnipropetrovsk | Tierra      | Jaroslav Levinský      | Andrei Pavel Gabriel Trifu              | 6:74, 7:64, 7:62  |
| 9.  | 26.01.2009 | Challenger de Heilbronn      | Carpeta     | Jaroslav Levinský      | Benedikt Dorsch Philipp Petzschner      | 6:3, 6:2          |
| 10. | 23.02.2009 | Challenger de Besanzón       | Dura        | Jaroslav Levinský      | David Škoch Igor Zelenay                | 2:6, 7:5, [10:7]  |
| 11. | 02.03.2009 | Challenger de Bérgamo        | Dura        | Jaroslav Levinský      | Chris Haggard Pavel Vízner              | 7:66, 6:4         |
| 12. | 27.04.2009 | Challenger de Rodas          | Dura        | Jaroslav Levinský      | Rajeev Ram Bobby Reynolds               | 6:3, 6:3          |
| 13. | 06.07.2009 | Challenger de Pozoblanco     | Dura        | Jaroslav Levinský      | Colin Fleming Ken Skupski               | 2:6, 7:65, [10:7] |
| 14. | 20.09.2010 | Challenger de Trnava         | Tierra      | Lukáš Rosol            | Alexander Peya Martin Slanar            | 4:6, 7:63, [10:8] |
| 15. | 11.07.2011 | Challenger de Granby         | Dura        | Édouard Roger-Vasselin | Matthias Bachinger Frank Moser          | 6:1, 6:3          |
| 16. | 16.09.2012 | Challenger de Estambul-2     | Dura        | Lukáš Dlouhý           | Adrián Menéndez John Peers              | 3:6, 6:2, [10:6]  |
| 17. | 11.11.2012 | Challenger de Ortisei        | Carpeta (i) | Rik De Voest           | Rameez Junaid Michael Kohlmann          | 6:3, 6:4          |
| 18. | 09.02.2013 | Challenger de Bérgamo (2)    | Dura (i)    | Andrej Martin          | Claudio Grassi Amir Weintraub           | 6:3, 3:6, [10:8]  |
| 19. | 15.02.2014 | Challenger de Bérgamo (3)    | Dura (i)    | Michal Mertiňák        | Konstantín Kravchuk Denís Molchanov     | 4:6, 7:5, [10:6]  |

#### Finales ATP
| N.º | Fecha               | Torneo                  | Superficie | Compañero   | Oponentes en la final              | Resultado           |
| --- | ------------------- | ----------------------- | ---------- | ----------- | ---------------------------------- | ------------------- |
| 1.  | 07.02.2010          | Torneo de Johannesburgo | Dura       | Harel Levy  | Rohan Bopanna Aisam-ul-Haq Qureshi | 2–6, 6–3, [10–5]    |
| 2.  | 13 de junio de 2010 | Torneo de Queen's Club  | Césped     | David Škoch | Novak Djokovic Jonathan Erlich     | 6–7(8), 6–2, [10–3] |